# وایت لوتوس
وایت لوتوس (به انگلیسی: The White Lotus) مجموعه تلویزیونی آنتولوژی کمدی-درام آمریکایی است که توسط مایک وایت برای اچ‌بی‌او ساخته شده است. این سریال مهمانان و کارمندان زنجیره تفریحی «وایت لوتوس» خیالی را دنبال می‌کند که اقامتشان تحت تأثیر اختلالات مختلف آن‌ها قرار می‌گیرد. فصل اول در هاوایی و فصل دوم در سیسیل می‌گذرد.
وایت لوتوس که به عنوان یک سریال محدودِ شش‌قسمتی در نظر گرفته شده بود، در ۱۱ ژوئیه ۲۰۲۱ برای نخستین بار پخش شد و با تحسین منتقدان و رتبه‌بندیِ بالا مواجه شد. فصل نخست پرجایزه‌ترین سریال در هفتاد و چهارمین جوایز امی ساعات پربیننده بود که ۱۰ جایزه در ردهٔ سریال‌های محدود از جمله سریال برجستهٔ کوتاه یا آنتولوژی، نویسندگی و کارگردانیِ برجسته، بازیگر نقش مکمل زن برجسته برای جنیفر کولیج، و نقش مکمل مرد برجسته برای ماری بارتلت را دریافت کرد.
موفقیت وایت لوتوس باعث تمدید آن به‌عنوان یک مجموعه آنتولوژی توسط اچ‌بی‌او شد. فصل دوم این سریال در ۳۰ اکتبر ۲۰۲۲ پخش شد.

## طرح داستان
این سریال داستان «یک هفته از زندگیِ مسافرانی که در بهشتی به نام «وایت لوتوس» استراحت و تجدید قوا می‌کنند» را شرح می‌دهد که «هر روز که می‌گذرد، پیچیدگی تاریک‌تری در بین این مسافرانِ ظاهراً عالی، کارمندان شادِ هتل، و خود محلهٔ بت‌انگیز پدیدار می‌شود.»

## بازیگران و شخصیت‌ها

### فصل ۱

#### اصلی
- ماری بارتلت در نقش آرموند،[۸] مدیر استراحتگاه «وایت لوتوس» و یک معتاد در حال بهبودی که به مدت پنج سال «پاک» بوده است.
- کانی بریتون در نقش نیکول موسباکر،[۸] مدیر ارشد مالی یک شرکت موتور جستجو
- جنیفر کولیج در نقش تانیا مک کویید،[۸] زنی مشکل‌دار که مادرش اخیراً درگذشته و به دنبال آرامش و کشف درونی است.
- الکساندرا داداریو در نقش ریچل پاتون،[۸] یک روزنامه‌نگار تازه‌ازدواج‌کرده که کنسرت‌های کلیکی انجام می‌دهد.
- فرد هچینگر در نقش کوین موسباکر،[۸] پسر نوجوان معتاد به صفحه نمایشِ نیکول و مارک که از نظر اجتماعی به ورزش‌های محلی هاوایی علاقه نشان می‌دهد.
- جیک لیسی در نقش شین پاتون،[۸] شوهر ریچل، که یک مشاور املاک و مستغلات ثروتمند است.
- بریتنی اوگریدی در نقش پائولا،[۸] دوست (نسبتا) کم امتیازتر اما به همان اندازه تند اولیویا از دانشگاه که با ثروت خانواده اولیویا برخلاف کارگران محلی مبارزه می‌کند.
- ناتاشا راث‌ول در نقش بلیندا لیندزی،[۸] مدیر مهربان استراحتگاه، که رابطهٔ پیچیده‌ای با تانیا ایجاد می‌کند.
- سیدنی سوئینی در نقش اولیویا موسباکر،[۸] دختر ساردونیِ نیکول و مارک که دانشجوی سال دوم کالج است.
- استیو زان در نقش مارک موسباکر،[۸] شوهر نیکول که با یک بحران بهداشتی دست‌وپنجه نرم می‌کند.
- مالی شنون در نقش کیتی پاتون،[۹] مادر سرسختِ شین، که هزینهٔ ماه عسل خود را می‌پردازد و بازدید از پیش اعلام‌نشده‌ای را انجام می‌دهد.

#### دوره‌ای
- لوکاس گیج در نقش دیلون،[۹] یکی از کارکنان «وایت لوتوس» که با آرموند می‌خوابد
- ککوآ اسکات ککومانو در نقش کای،[۹] کارمند بومی هاوایی در «وایت لوتوس» که با پائولا ارتباط برقرار می‌کند.
- جون گریس در نقش گرگ هانت،[۹] مهمان «وایت لوتوس» که با تانیا ارتباط برقرار می‌کند
- الک مرلینو در نقش هاچ،[۱۰] پیشخدمتی در «وایت لوتوس»

#### مهمان
- جولین پاردی در نقش لنی،[۹] یک کارآموز در «وایت لوتوس» که حاملگی خود را پنهان می‌کند.

### فصل ۲

#### اصلی
- اف. موری آبراهام در نقش برت دی گراسو،[۱۱] پدر سالخورده دومینیک
- جنیفر کولیج در نقش تانیا مک‌کویید هانت،[۸] که نقش خود را از فصل اول تکرار می‌کند.
- آدام دی‌مارکو در نقش آلبی دی گراسو،[۱۱] پسر مهربان و راحت دومینیک، فارغ‌التحصیل اخیر از دانشگاه استنفورد
- مگان فیهی در نقش دافنه سالیوان،[۱۲] همسر کامرون
- بئاتریچه گرانو در نقش میا، یک دختر محلی، دوست لوسیا و یک خواننده مشتاق[۱۳]
- جون گریس در نقش گرگ هانت، شوهر تانیا، در نقش خود از فصل اول[۱۴]
- تام هالندر در نقش کوئنتین،[۱۱] یک مهاجر بریتانیایی که با دوستان و برادرزاده‌اش سفر می‌کند
- سابرینا ایمپاچاتوره در نقش والنتینا، مدیر آتشین و خواستار «وایت لوتوس» در سیسیل[۱۳]
- مایکل امپریولی در نقش دومینیک دی گراسو،[۱۵] تهیه‌کنندهٔ هالیوودی که با پدرش برت و پسرش آلبی سفر می‌کند.
- تئو جیمز در نقش کامرون سالیوان،[۱۲] شوهر دافنه
- آبری پلازا در نقش هارپر اسپیلر،[۱۶] یک وکیل، همسر ایثن
- هیلی ریچاردسون در نقش پورتیا،[۱۱] دستیار جوان تانیا که او را به تعطیلات خود می‌آورد.
- ویل شارپ در نقش ایثن اسپیلر،[۱۲] شوهر جدید و ثروتمندِ هارپر که به تازگی شرکت فناوری خود را فروخته است، در تعطیلات با دوست دانشگاهی خود کامرون
- سیمونا تاباسکو در نقش لوسیا، یک فرد محلی و کارگر جنسی[۱۳]
- لئو وودال در نقش جک، مهمان اقامت در «وایت لوتوس»[۱۲]

#### دوره‌ای
- فدریکو فرانته در نقش روکو، یکی از کارکنان «وایت لوتوس»
- الئونورا روماندینی در نقش ایزابلا، مسئول پذیرش در «وایت لوتوس»
- فدریکو اسکریبانی رُسی در نقش جوزپه خواننده و نوازنده پیانو در «وایت لوتوس»
- فرانچسکو تسکا در نقش ماتئو، یکی از دوستان کوئنتین
- پائولو کامیلی در نقش اوگو، یکی از دوستان کوئنتین
- برونو گوئری در نقش دیدیه، یکی از دوستان کوئنتین
- نیکلا دی پینتو در نقش توماسو، کاپیتان کشیتی تفریحی کوئنتین

#### مهمان
- لورا درن (صدا) در نقش اَبی، همسر جداشدهٔ دومینیک[۱۷]
- آنجلینا کیلی و کارا کِی، در نقش دو تن از مهمانان «وایت لوتوس»

## قسمت‌ها
| فصل | قسمت‌ها | قسمت‌ها | تاریخ اصلی روی آنتن رفتن | تاریخ اصلی روی آنتن رفتن |
| فصل | قسمت‌ها | قسمت‌ها | اولین بار                | آخرین بار                |
| --- | ------ | ------ | ------------------------ | ------------------------ |
| ۱   | ۶      | ۶      | ۱۱ ژوئیه ۲۰۲۱            | ۱۵ اوت ۲۰۲۱              |
| ۲   | ۷      | ۷      | ۳۰ اکتبر ۲۰۲۲            | ۱۱ دسامبر ۲۰۲۲           |
| ۳   | ۸      | ۸      | ۱۶ فوریه ۲۰۲۵            | ۶ آوریل ۲۰۲۵             |

### فصل ۱ (۲۰۲۱)
| شم. کلی | شم. در فصل | عنوان            | کارگردان  | نویسنده   | تاریخ انتشار اصلی | U.S. تعداد بیننده (میلیون) |
| ------- | ---------- | ---------------- | --------- | --------- | ----------------- | -------------------------- |
| ۱       | ۱          | «ورودها»         | مایک وایت | مایک وایت | ۱۱ ژوئیه ۲۰۲۱     | ۰٫۴۲۰                      |
| ۲       | ۲          | «روز جدید»       | مایک وایت | مایک وایت | ۱۸ ژوئیه ۲۰۲۱     | ۰٫۴۵۹                      |
| ۳       | ۳          | «میمون‌های مرموز» | مایک وایت | مایک وایت | ۲۵ ژوئیه ۲۰۲۱     | ۰٫۴۷۸                      |
| ۴       | ۴          | «مرکزیت مجدد»    | مایک وایت | مایک وایت | ۱ اوت ۲۰۲۱        | ۰٫۵۱۵                      |
| ۵       | ۵          | «لوتوس-خوران»    | مایک وایت | مایک وایت | ۸ اوت ۲۰۲۱        | ۰٫۵۴۱                      |
| ۶       | ۶          | «عزیمت‌ها»        | مایک وایت | مایک وایت | ۱۵ اوت ۲۰۲۱       | ۰٫۸۵۰                      |

### فصل ۲ (۲۰۲۲)
| شم. کلی | شم. در فصل | عنوان             | کارگردان  | نویسنده   | تاریخ انتشار اصلی | U.S. تعداد بیننده (میلیون) |
| ------- | ---------- | ----------------- | --------- | --------- | ----------------- | -------------------------- |
| ۷       | ۱          | «چاو»             | مایک وایت | مایک وایت | ۳۰ اکتبر ۲۰۲۲     | ۰٫۴۶۰                      |
| ۸       | ۲          | «رؤیای ایتالیایی» | مایک وایت | مایک وایت | ۶ نوامبر ۲۰۲۲     | ۰٫۴۲۱                      |
| ۹       | ۳          | «فیل‌های گاو نر»   | مایک وایت | مایک وایت | ۱۳ نوامبر ۲۰۲۲    | ۰٫۴۷۴                      |
| ۱۰      | ۴          | «در سندباکس»      | مایک وایت | مایک وایت | ۲۰ نوامبر ۲۰۲۲    | ۰٫۴۱۶                      |
| ۱۱      | ۵          | «این عشق است»     | مایک وایت | مایک وایت | ۲۷ نوامبر ۲۰۲۲    | ۰٫۶۴۱                      |
| ۱۲      | ۶          | «آدم‌ربایی‌ها»      | مایک وایت | مایک وایت | ۴ دسامبر ۲۰۲۲     | ۰٫۶۸۴                      |
| ۱۳      | ۷          | «اری‌وِدرچی»        | مایک وایت | مایک وایت | ۱۱ دسامبر ۲۰۲۲    | ۰٫۸۵۴                      |

## تولید

### توسعه
در ۱۹ اکتبر ۲۰۲۰، اچ‌بی‌او سفارش سریال محدودی را با عنوان «The White Lotus» داد که شامل شش قسمت بود. این سریال توسط مایک وایت ساخته، نویسندگی و کارگردانی شده است. وایت همچنین به عنوان تهیه‌کنندهٔ اجرایی در کنار دیوید برناد و نیک هال فعالیت می‌کند. کریستوبال تاپیا د ویر آهنگساز سریال و بن کوچینز فیلم‌بردار آن هستند. در ۱۰ اوت ۲۰۲۱، اچ‌بی‌او سریال را برای فصل دوم تمدید کرد، که شامل هفت قسمت است و عنوان آن «The White Lotus: Sicily» معرفی شد. برای فصل دوم، کیم نئوندورف به عنوان آهنگساز در کنار تاپیا دی ویر خدمت کرد.

### انتخاب بازیگران
پس از اعلام سفارش سریال محدود، ماری بارتلت، کانی بریتون، جنیفر کولیج، الکساندرا داداریو، فرد هچینگر، جیک لیسی، بریتانی اوگریدی، ناتاشا راثول، سیدنی سوئینی و استیو زان به عنوان بازیگر انتخاب شدند. در ۳۰ اکتبر ۲۰۲۰، مالی شنون، جون گریس، جولین پاردی، ککوآ ککومانو و لوکاس گیج در نقش‌های تکرارشونده به بازیگران پیوستند. الک مرلینو، که یکی از شرکت‌کنندگان در مسابقه بازمانده: دیوید در برابر گولایث بامایک وایت، به عنوان پیشخدمت انتخاب شد.
پس از اعلام تمدید فصل دوم، گزارش شد که یک گروه عمدتاً جدید از شخصیت‌ها برای فصل دوم در یکی دیگر از املاک «وایت لوتوس» متمرکز خواهند شد، اگرچه مایک وایت اعلام کرده بود که این امکان وجود دارد که تعدادی از بازیگران از فصل اول به عنوان شخصیت‌های خود حضور داشته باشند. در ۱۵ اکتبر ۲۰۲۱، گزارش شد که کولیج قرار است به عنوان ستارهٔ مهمان برای فصل دوم بازگردد. در ژانویه ۲۰۲۲، اعلام شد که مایکل امپریولی، آبری پلازا، اف. موری آبراهام، آدام دیمارکو، تام هالندر و هیلی ریچاردسون برای بازی در فصل دوم انتخاب شدند. در فوریه ۲۰۲۲، تئو جیمز، مگان فیهی و ویل شارپ به عنوان بازیگران ثابت سریال به جمع بازیگران پیوستند در حالی که لئو وودال در نقشی تکرارشونده برای فصل دوم انتخاب شد. در مارس ۲۰۲۲، بئاتریس گرانو، سابرینا ایمپاچاتوره و سیمونا تاباسکو برای فصل دوم به بازیگران اصلی پیوستند. فصل دوم همچنین شامل حضور رقابت‌کنندگان همراه وایت در بازمانده: دیوید در برابر گولایث، یعنی کارا کی و آنجلینا کیلی در نقش‌های کوتاه است.

### فیلم‌برداری
تصویربرداری اصلی این مجموعه در اکتبر ۲۰۲۰ در هاوایی تحت رهنمودهای کووید-۱۹ آغاز شد. در ۲۱ نوامبر ۲۰۲۰، گزارش شد که این سریال در نیمهٔ نخست فیلم‌برداری در وای‌لیا، هاوایی است و قرار است در ماه دسامبر در مکان‌هایی در اطراف مائوئی فیلم‌برداری شود. در ۲۰ ژانویه ۲۰۲۲، اعلام شد که فصل دوم در کاخ «Four Seasons San Domenico» در تائورمینا، سیسیل، ایتالیا فیلم‌برداری خواهد شد. در ۲۸ فوریه ۲۰۲۲، اچ‌بی‌او تأیید کرد که تولید در آنجا آغاز شده است.

## انتشار
این سریال برای نخستین بار در ۱۱ ژوئیه ۲۰۲۱ از شبکه اچ‌بی‌او پخش شد. در بریتانیا و جمهوری ایرلند، این سریال در ۱۶ اوت ۲۰۲۱ در اسکای آتلانتیک پخش شد. فصل دوم برای نخستین بار در ۳۰ اکتبر ۲۰۲۲ پخش شد.

## بازخورد

### پاسخ انتقادی
وایت لوتوس مورد تحسین منتقدان قرار گرفته است. فصل اول میانگینِ امتیاز ۸٫۴/۱۰ را در وبسایت بازبینی‌خوانی راتن تومیتوز در اختیار دارد و ۹۰٪ از ۹۷ بررسی منتقدین مثبت است. اجماع این وب‌سایت چنین می‌نویسد: «اگرچه نیت واقعی آن می‌تواند کمی مبهم باشد، اما مناظر شگفت‌انگیز، درام پرپیچ و خم، و بازیگران بی‌نقص، وایت لوتوس را به مقصدی جذاب–اگر ناراحت‌کننده–برای تماشا تبدیل می‌کند.» این فصل در متاکریتیک، که از میانگین وزنی استفاده می‌کند، بر اساس نظر ۳۹ منتقد امتیاز ۸۲ از ۱۰۰ را کسب کرده که نشان‌گر «تحسین همگانی» است.
متیو جیکوبز از تی‌وی گاید به آن امتیاز ۴٫۵ از ۵ داد و آن را «یکی از بهترین سریال تلویزیونی سال تاکنون» دانست. آلان سپینوال از رولینگ استون به آن امتیاز ۳٫۵ از ۵ ستاره داد و آن را «اغلب ناراحت‌کننده، گاهی شاعرانه، گهگاهی خنده‌دار و عمیقاً عجیب» نامید.
فصل دوم در وبسایت راتن تومیتوز، میانگینِ امتیاز ۸٫۲/۱۰ را در اختیار دارد و ۹۴٪ از ۱۲۳ بررسی منتقدین مثبت است. اجماع این وب‌سایت چنین می‌نویسد: «با توجهِ خاص به آرمان‌های نفسانی، و با تعویض تزئینات استوایی آن با سبکی اروپایی، وایت لوتوس همچنان یک کلوچهٔ پر از آرسنیک باقی می‌ماند که به آسانی هضم می‌شود.» این فصل در متاکریتیک بر اساس نظر ۴۰ منتقد امتیاز ۸۱ از ۱۰۰ را کسب کرده که نشان‌گر «تحسین همگانی» است.

### رتبه‌بندی

#### فصل ۱
| شماره | عنوان            | تاریخ پخش     | رتبه‌بندی (۱۸–۴۹) | بینندگان (میلیون) | DVR (۱۸–۴۹) | بینندگان DVR (میلیون) | مجموع (۱۸–۴۹) | مجموع بینندگان (میلیون) |
| ----- | ---------------- | ------------- | ---------------- | ----------------- | ----------- | --------------------- | ------------- | ----------------------- |
| 1     | «ورودها»         | ۱۱ ژوئیه ۲۰۲۱ | ۰٫۰۸             | ۰٫۴۲۰             | ۰٫۰۴        | ۰٫۱۹۸                 | ۰٫۱۲          | ۰٫۶۱۸                   |
| 2     | «روز جدید»       | ۱۸ ژوئیه ۲۰۲۱ | ۰٫۰۶             | ۰٫۴۵۹             | ۰٫۰۶        | ۰٫۲۹۸                 | ۰٫۱۲          | ۰٫۷۵۷                   |
| 3     | «میمون‌های مرموز» | ۲۵ ژوئیه ۲۰۲۱ | ۰٫۱۱             | ۰٫۴۷۸             | ۰٫۰۸        | ۰٫۳۹۲                 | ۰٫۱۹          | ۰٫۸۷۰                   |
| 4     | «مرکزیت مجدد»    | ۱ اوت ۲۰۲۱    | ۰٫۱۴             | ۰٫۵۱۵             | —           | —                     | —             | —                       |
| 5     | «لوتوس-خوران»    | ۸ اوت ۲۰۲۱    | ۰٫۱۱             | ۰٫۵۴۱             | —           | —                     | —             | —                       |
| 6     | «عزیمت‌ها»        | ۱۵ اوت ۲۰۲۱   | ۰٫۱۷             | ۰٫۸۵۰             | ۰٫۰۶        | ۰٫۳۴۹                 | ۰٫۲۳          | ۱٫۱۹۹                   |

#### فصل ۲
| شماره | عنوان             | تاریخ پخش      | رتبه‌بندی (۱۸–۴۹) | بینندگان (میلیون) | DVR (۱۸–۴۹) | بینندگان DVR (میلیون) | مجموع (۱۸–۴۹) | مجموع بینندگان (میلیون) |
| ----- | ----------------- | -------------- | ---------------- | ----------------- | ----------- | --------------------- | ------------- | ----------------------- |
| 1     | «چاو»             | ۳۰ اکتبر ۲۰۲۲  | ۰٫۰۶             | ۰٫۴۶۰             | TBD         | TBD                   | TBD           | TBD                     |
| 2     | «رؤیای ایتالیایی» | ۶ نوامبر ۲۰۲۲  | ۰٫۰۸             | ۰٫۴۲۱             | TBD         | TBD                   | TBD           | TBD                     |
| 3     | «فیل‌های گاو نر»   | ۱۳ نوامبر ۲۰۲۲ | ۰٫۰۶             | ۰٫۴۷۴             | TBD         | TBD                   | TBD           | TBD                     |
| 4     | «در سندباکس»      | ۲۰ نوامبر ۲۰۲۲ | ۰٫۰۷             | ۰٫۴۱۶             | TBD         | TBD                   | TBD           | TBD                     |
| 5     | «این عشق است»     | ۲۷ نوامبر ۲۰۲۲ | ۰٫۱۱             | ۰٫۶۴۱             | TBD         | TBD                   | TBD           | TBD                     |
| 6     | «آدم‌ربایی‌ها»      | ۴ دسامبر ۲۰۲۲  | ۰٫۱۰             | ۰٫۶۸۴             | TBD         | TBD                   | TBD           | TBD                     |
| 7     | «اری‌وِدرچی»        | ۱۱ دسامبر ۲۰۲۲ | ۰٫۱۹             | 0.854             | TBD         | TBD                   | TBD           | TBD                     |

### جوایز و نامزدی‌ها
| سال  | جایزه                               | رده                                                                                    | دریافت‌کننده                                                                              | نتیجه    | منبع                 |
| ---- | ----------------------------------- | -------------------------------------------------------------------------------------- | ---------------------------------------------------------------------------------------- | -------- | -------------------- |
| ۲۰۲۲ | جوایز اکتا                          | بهترین سریال کمدی                                                                      | نیلوفر آبی سفید                                                                          | برنده    | [ ۶۰ ]               |
| ۲۰۲۲ | جوایز اکتا                          | بهترین بازیگر مرد سریال                                                                | ماری بارتلت                                                                              | برنده    | [ ۶۰ ]               |
| ۲۰۲۲ | جوایز اکتا                          | بهترین بازیگر زن سریال                                                                 | جنیفر کولیج                                                                              | نامزدشده | [ ۶۰ ]               |
| ۲۰۲۲ | جوایز ویراستاران سینمای آمریکا      | بهترین تدوین سریال محدود                                                               | هدر پرسونز (برای «میمون‌های مرموز»)                                                       | نامزدشده | [ ۶۱ ]               |
| ۲۰۲۲ | جوایز ویراستاران سینمای آمریکا      | بهترین تدوین سریال محدود                                                               | جان ام. والریو (برای «عزیمت‌ها»)                                                          | نامزدشده | [ ۶۱ ]               |
| ۲۰۲۲ | جوایز انجمن کارگردانان هنری         | برتری در طراحی تولید برای یک فیلم تلویزیونی یا سریال محدود                             | لورا فاکس                                                                                | نامزدشده | [ ۶۲ ]               |
| ۲۰۲۲ | جوایز انجمن صوت سینما               | دستاورد برجسته در میکس صدا برای سریال‌های تلویزیونی - یک ساعت                           | والتر اندرسون، کریستین مینکلر، رایان کالینز، جفری روی و رندی ویلسون (برای «لوتوس-خوران») | نامزدشده | [ ۶۳ ]               |
| ۲۰۲۲ | جایزه تلویزیونی به انتخاب منتقدان   | بهترین بازیگر نقش مکمل مرد در یک سریال محدود یا فیلم ساخته شده برای تلویزیون           | موری بارتلت                                                                              | برنده    | [ ۶۴ ]               |
| ۲۰۲۲ | جایزه تلویزیونی به انتخاب منتقدان   | بهترین بازیگر نقش مکمل زن در یک سریال محدود یا فیلم ساخته شده برای تلویزیون            | جنیفر کولیج                                                                              | برنده    | [ ۶۴ ]               |
| ۲۰۲۲ | جایزه انجمن کارگردانان آمریکا       | دستاورد کارگردانی برجسته در سریال‌های کمدی                                              | مایک وایت (برای «میمون‌های مرموز»)                                                        | نامزدشده | [ ۶۵ ]               |
| ۲۰۲۲ | جایزه رسانه‌ای گلد                   | سریال محدود یا آنتولوژوی برجسته                                                        | نیلوفر آبی سفید                                                                          | نامزدشده | [ ۶۶ ]               |
| ۲۰۲۲ | هفتاد و نهمین مراسم گلدن گلوب       | جایزه گلدن گلوب بهترین بازیگر نقش مکمل زن – سریال، سریال کوتاه یا فیلم تلویزیونی       | جنیفر کولیج                                                                              | نامزدشده | [ ۶۷ ]               |
| ۲۰۲۲ | جوایز قرقره طلایی                   | دستاورد برجسته در ویرایش صدا - مجموعه محدود یا آنتولوژوی                               | کاترین مدسن، پل هاموند، مارک آلن، استفان فراتیچلی و میکائیل ساندگرن                      | نامزدشده | [ ۶۸ ]               |
| ۲۰۲۲ | انجمن منتقدان هالیوود               | بهترین شبکه پخش یا سریال محدود کابلی یا مجموعه آنتولوژوی                               | نیلوفر آبی سفید                                                                          | برنده    | [ ۶۹ ]               |
| ۲۰۲۲ | انجمن منتقدان هالیوود               | بهترین بازیگر نقش مکمل مرد در یک شبکه پخش یا سریال محدود کابلی یا آنتولوژوی            | موری بارتلت                                                                              | برنده    | [ ۶۹ ]               |
| ۲۰۲۲ | انجمن منتقدان هالیوود               | بهترین بازیگر نقش مکمل مرد در یک شبکه پخش یا سریال محدود کابلی یا آنتولوژوی            | استیو زان                                                                                | نامزدشده | [ ۶۹ ]               |
| ۲۰۲۲ | انجمن منتقدان هالیوود               | بهترین بازیگر نقش مکمل زن در یک شبکه پخش یا سریال محدود کابلی یا آنتولوژوی             | کانی بریتون                                                                              | نامزدشده | [ ۶۹ ]               |
| ۲۰۲۲ | انجمن منتقدان هالیوود               | بهترین بازیگر نقش مکمل زن در یک شبکه پخش یا سریال محدود کابلی یا آنتولوژوی             | جنیفر کولیج                                                                              | برنده    | [ ۶۹ ]               |
| ۲۰۲۲ | انجمن منتقدان هالیوود               | بهترین بازیگر نقش مکمل زن در یک شبکه پخش یا سریال محدود کابلی یا آنتولوژوی             | الکساندرا داداریو                                                                        | نامزدشده | [ ۶۹ ]               |
| ۲۰۲۲ | انجمن منتقدان هالیوود               | بهترین بازیگر نقش مکمل زن در یک شبکه پخش یا سریال محدود کابلی یا آنتولوژوی             | سیدنی سوئینی                                                                             | نامزدشده | [ ۶۹ ]               |
| ۲۰۲۲ | انجمن منتقدان هالیوود               | بهترین کارگردانی در یک شبکه پخش یا سریال محدود کابلی یا مجموعه آنتولوژوی               | مایک وایت (برای «میمون‌های مرموز»)                                                        | برنده    | [ ۶۹ ]               |
| ۲۰۲۲ | انجمن منتقدان هالیوود               | بهترین نویسندگی در شبکه پخش یا سریال محدود کابلی یا مجموعه آنتولوژوی                   | مایک وایت (برای «میمون‌های مرموز»)                                                        | برنده    | [ ۶۹ ]               |
| ۲۰۲۲ | جایزه ایندیپندنت اسپیریت            | بهترین اجرای مرد در یک سریال جدید                                                      | موری بارتلت                                                                              | نامزدشده | [ ۷۰ ]               |
| ۲۰۲۲ | جایزه ایمیج                         | بازیگر نقش مکمل زن برجسته در یک فیلم تلویزیونی، سریال محدود، یا ویژه دراماتیک          | ناتاشا راثول                                                                             | نامزدشده | [ ۷۱ ]               |
| ۲۰۲۲ | جوایز امی ساعات پربیننده            | جایزه امی ساعات پربیننده برای مجموعه تلویزیونی کوتاه برجسته                            | مایک وایت، دیوید برناد، نیک هال و مارک کامین                                             | برنده    | [ ۷۲ ] [ ۷۳ ] [ ۷۴ ] |
| ۲۰۲۲ | جوایز امی ساعات پربیننده            | بهترین بازیگر نقش مکمل مرد در یک سریال یا فیلم محدود یا آنتولوژوی                      | موری بارتلت                                                                              | برنده    | [ ۷۲ ] [ ۷۳ ] [ ۷۴ ] |
| ۲۰۲۲ | جوایز امی ساعات پربیننده            | بهترین بازیگر نقش مکمل مرد در یک سریال یا فیلم محدود یا آنتولوژوی                      | جیک لیسی                                                                                 | نامزدشده | [ ۷۲ ] [ ۷۳ ] [ ۷۴ ] |
| ۲۰۲۲ | جوایز امی ساعات پربیننده            | بهترین بازیگر نقش مکمل مرد در یک سریال یا فیلم محدود یا آنتولوژوی                      | استیو زان                                                                                | نامزدشده | [ ۷۲ ] [ ۷۳ ] [ ۷۴ ] |
| ۲۰۲۲ | جوایز امی ساعات پربیننده            | بازیگر نقش مکمل زن برجسته در یک سریال یا فیلم محدود یا آنتولوژوی                       | کانی بریتون                                                                              | نامزدشده | [ ۷۲ ] [ ۷۳ ] [ ۷۴ ] |
| ۲۰۲۲ | جوایز امی ساعات پربیننده            | بازیگر نقش مکمل زن برجسته در یک سریال یا فیلم محدود یا آنتولوژوی                       | جنیفر کولیج                                                                              | برنده    | [ ۷۲ ] [ ۷۳ ] [ ۷۴ ] |
| ۲۰۲۲ | جوایز امی ساعات پربیننده            | بازیگر نقش مکمل زن برجسته در یک سریال یا فیلم محدود یا آنتولوژوی                       | الکساندرا داداریو                                                                        | نامزدشده | [ ۷۲ ] [ ۷۳ ] [ ۷۴ ] |
| ۲۰۲۲ | جوایز امی ساعات پربیننده            | بازیگر نقش مکمل زن برجسته در یک سریال یا فیلم محدود یا آنتولوژوی                       | ناتاشا راثول                                                                             | نامزدشده | [ ۷۲ ] [ ۷۳ ] [ ۷۴ ] |
| ۲۰۲۲ | جوایز امی ساعات پربیننده            | بازیگر نقش مکمل زن برجسته در یک سریال یا فیلم محدود یا آنتولوژوی                       | سیدنی سوئینی                                                                             | نامزدشده | [ ۷۲ ] [ ۷۳ ] [ ۷۴ ] |
| ۲۰۲۲ | جوایز امی ساعات پربیننده            | کارگردانی برجسته برای سریال یا فیلم محدود یا آنتولوژوی                                 | مایک وایت                                                                                | برنده    | [ ۷۲ ] [ ۷۳ ] [ ۷۴ ] |
| ۲۰۲۲ | جوایز امی ساعات پربیننده            | نویسندگی برجسته برای سریال یا فیلم محدود یا آنتولوژوی                                  | مایک وایت                                                                                | برنده    | [ ۷۲ ] [ ۷۳ ] [ ۷۴ ] |
| ۲۰۲۲ | جایزه امی هنرهای خلاق               | بازیگران برجسته برای یک سریال یا فیلم محدود یا آنتولوژوی                               | مردیث تاکر و کیتی دویل                                                                   | برنده    | [ ۷۲ ] [ ۷۳ ] [ ۷۴ ] |
| ۲۰۲۲ | جایزه امی هنرهای خلاق               | لباس‌های برجسته معاصر                                                                   | الکس بووارد، برایان اسپروس، و آیلین استروپ (برای «ورودها»)                               | نامزدشده | [ ۷۲ ] [ ۷۳ ] [ ۷۴ ] |
| ۲۰۲۲ | جایزه امی هنرهای خلاق               | آهنگسازی برجسته موسیقی برای یک مجموعه محدود یا آنتولوژوی، فیلم یا ویژه                 | کریستوبال تاپیا دی ویر (برای «میمون‌های مرموز»)                                           | برنده    | [ ۷۲ ] [ ۷۳ ] [ ۷۴ ] |
| ۲۰۲۲ | جایزه امی هنرهای خلاق               | موسیقی عنوان اصلی برجسته                                                               | کریستوبال تاپیا دی ویر                                                                   | برنده    | [ ۷۲ ] [ ۷۳ ] [ ۷۴ ] |
| ۲۰۲۲ | جایزه امی هنرهای خلاق               | نظارت برجسته موسیقی                                                                    | جانت لوپز (برای «عزیمت‌ها»)                                                               | نامزدشده | [ ۷۲ ] [ ۷۳ ] [ ۷۴ ] |
| ۲۰۲۲ | جایزه امی هنرهای خلاق               | طراحی تولید برجسته برای یک برنامه روایی معاصر (یک ساعت یا بیشتر)                       | لورا فاکس، چارلز وارگا و جنیفر لوکهارت                                                   | نامزدشده | [ ۷۲ ] [ ۷۳ ] [ ۷۴ ] |
| ۲۰۲۲ | جایزه امی هنرهای خلاق               | ویرایش برجسته تصویر تک دوربینی برای سریال یا فیلم محدود یا آنتولوژوی                   | جان ام. والریو (برای «عزیمت‌ها»)                                                          | برنده    | [ ۷۲ ] [ ۷۳ ] [ ۷۴ ] |
| ۲۰۲۲ | جایزه امی هنرهای خلاق               | ویرایش برجسته تصویر تک دوربینی برای سریال یا فیلم محدود یا آنتولوژوی                   | هدر پرسونز (برای «میمون‌های مرموز»)                                                       | نامزدشده | [ ۷۲ ] [ ۷۳ ] [ ۷۴ ] |
| ۲۰۲۲ | جایزه امی هنرهای خلاق               | میکس صدای برجسته برای سریال یا فیلم محدود یا آنتولوژوی                                 | کریستین مینکلر، رایان کالینز، والتر اندرسون و جفری روی (برای «عزیمت‌ها»)                  | برنده    | [ ۷۲ ] [ ۷۳ ] [ ۷۴ ] |
| ۲۰۲۲ | جایزه انجمن تهیه‌کنندگان آمریکا      | تهیه‌کننده برجسته مجموعه‌های تلویزیونی محدود یا آنتولوژی                                 | نیلوفر آبی سفید                                                                          | نامزدشده | [ ۷۵ ]               |
| ۲۰۲۲ | جوایز انجمن بازیگران فیلم           | اجرای برجسته توسط یک بازیگر مرد در یک مینی‌سریال یا فیلم تلویزیونی                      | موری بارتلت                                                                              | نامزدشده | [ ۷۶ ]               |
| ۲۰۲۲ | جوایز انجمن بازیگران فیلم           | جایزه انجمن بازیگران فیلم برای بهترین بازیگر نقش زن برای سریال کوتاه یا فیلم تلویزیونی | جنیفر کولیج                                                                              | نامزدشده | [ ۷۶ ]               |
| ۲۰۲۲ | جوایز انجمن دکوراتورهای آمریکا      | بهترین دستاورد در دکوراسیون/طراحی یک سریال معاصر یک ساعته                              | جنیفر لوکهارت و لورا فاکس                                                                | نامزدشده | [ ۷۷ ]               |
| ۲۰۲۲ | جوایز انجمن آهنگسازان و ترانه‌سرایان | موسیقی اصلی برجسته برای تولید تلویزیونی                                                | کریستوبال تاپیا دی ویر                                                                   | برنده    | [ ۷۸ ]               |
| ۲۰۲۲ | جوایز انجمن منتقدان تلویزیون        | جایزه تی‌سی‌ای برنامه سال                                                                | نیلوفر آبی سفید                                                                          | نامزدشده | [ ۷۹ ]               |
| ۲۰۲۲ | جوایز انجمن منتقدان تلویزیون        | برنامه جدید برجسته                                                                     | نیلوفر آبی سفید                                                                          | نامزدشده | [ ۷۹ ]               |
| ۲۰۲۲ | جوایز انجمن نویسندگان آمریکا        | فرم بلند اصلی                                                                          | مایک وایت                                                                                | نامزدشده | [ ۸۰ ]               |